# Christophe Soulard
Pour les articles homonymes, voir Soulard.
Christophe Soulard, né le 14 septembre 1957 à Paris, est un magistrat français.
Il est premier président de la Cour de cassation depuis le 1er juillet 2022.

## Famille et formation
Christophe Soulard naît le 14 septembre 1957 à Paris. 
Il est titulaire d'une licence en philosophie de l'Université de Reims, d'une maîtrise de droit privé mention carrières judiciaires de l'Université Panthéon-Sorbonne, et est diplômé de l'Institut d'études politiques de Paris (1982, section Service Public),.
Il épouse Bénédicte Pruvost, juge au tribunal de grande instance de Metz, « chargée du service du tribunal d'instance de Metz » le 18 décembre 1990 jusqu'au 27 juillet 1998 puis vice-présidente du tribunal de grande instance de Thionville le 31 juillet 2001, vice-présidente du tribunal de grande instance de Metz le 8 juillet 2003, conseillère à la cour d'appel de Metz le 27 juin 2005, conseillère à la cour d'appel de Nancy le 24 juin 2014, présidente de la chambre de l'instruction à la cour d'appel de Reims le 14 mars 2017 et présidente de chambre à la cour d'appel de Paris le 10 août 2020.

## Carrière

### Début de carrière
Nommé juge à Metz en 1985, il y est juge au tribunal de grande instance, chargé du service du tribunal d'instance en 1989. Le 1er septembre 1989, il est « placé en position de détachement auprès du ministère des affaires étrangères afin d'exercer les fonctions de lecteur d'arrêts à la Cour de justice des communautés européennes pour une durée maximale de deux ans ».

### Double carrière de magistrat et d'enseignant
Le 31 décembre 1992, alors juge d'instruction, il est « élevé au second groupe du second grade ».
De 1992 à 1998, il dirige le Centre européen de la magistrature et des professions juridiques, rattaché à l'Institut européen d'administration publique, qui forme des magistrats de différents pays aux questions de droit européen.
Le 2 janvier 1998, alors juge d'instruction au tribunal de grande instance de Paris, il est nommé « conseiller référendaire à la Cour de cassation du premier grade, second groupe ». Il y est affecté à la chambre criminelle (section économique et financière). Le 20 mai 1999, il est nommé président suppléant de la commission de conciliation et d'expertise douanière. Le 
1er juillet 1999, il est promu au « second groupe du premier grade ».
Le 12 mars 2002, il est « désigné rapporteur près la Commission nationale de contrôle de la campagne en vue de l'élection présidentielle ».
Le 7 novembre 2003, il est nommé « en qualité de professeur associé à mi-temps (disciplines juridiques, politiques, économiques et de gestion), pour une période de trois ans à l'université Strasbourg-III ».
Le 21 janvier 2008, il est nommé Premier vice-président du tribunal de grande instance de Metz. Il est président de la chambre civile de ce tribunal. En parallèle, le 20 janvier 2010, il est nommé« en qualité de professeur associé à mi-temps (disciplines juridiques, politiques, économiques et de gestion), pour une période de trois ans à l'université de Metz ». Il y enseigne notamment le droit douanier et le droit communautaire.

### Chambre criminelle de la Cour de cassation
Le 29 mars 2012, alors premier vice-président au tribunal de grande instance de Metz, il est nommé  conseiller à la Cour de cassation. Il y est affecté à la chambre criminelle , d'abord comme conseiller, puis comme doyen en 2015, et président le 12 juillet 2017,. Le 23 mai 2013, il est nommé « membre titulaire du comité du contentieux fiscal, douanier et des changes » puis le 11 juillet 2013, il est nommé « président titulaire de la commission de conciliation et d'expertise douanière ».
Le 20 décembre 2013, « nommé à la commission des sanctions de l'Autorité des marchés financiers »,, nomination renouvelée en mars 2015
Il préside la chambre criminelle de la Cour de cassation lorsque celle-ci décide, le 7 septembre 2021, de casser l'arrêt de la cour d'appel de Paris en déclarant que la société Lafarge est pénalement responsable de complicité de crimes contre l'humanité en Syrie. Le quotidien Les Échos écrit « La force du symbole est forte. […] Pour la première fois de son histoire, la plus haute juridiction française venait dire qu'une entreprise, une personne morale donc, pouvait être, seule, mise en examen pour complicité de crime contre l'humanité »,.

### Candidature au poste de Premier président de la Cour de cassation
En 2019, il candidate une première fois sans succès à la succession de Bertrand Louvel au poste de premier président de la Cour de cassation. Il se présente à nouveau en 2022, face à deux autres candidats. Le contexte de l'élection de 2022 est une « crise profonde marquée par une défiance envers l’institution judiciaire, doublée d’un cri d’alarme de nombreux magistrats sur leur souffrance au travail ». À la veille de l'élection, l'ancien garde des sceaux, Jean-Jacques Urvoas, envoie une lettre ouverte au nouveau Premier président de la Cour de cassation pour indiquer ce qu'il attend de la part du futur élu.
Dans un document de dix pages adressé au CSM, Christophe Soulard dit vouloir réconcilier le grand public, ainsi que les hommes politiques, avec la justice. Pour y arriver, il affirme que s'il est nommé premier président de la Cour de cassation, il commentera publiquement le travail du juge. Il souhaite également améliorer les relations entre les avocats et les magistrats. Il souhaite que le CSM puisse donner un avis sur le budget du ministère de la Justice, ou sur d'autres sujets. En outre, il souhaite accélérer la création d'un référentiel concernant la quantité de travail réalisée par les juges.
Le 4 mai 2022, le Conseil supérieur de la magistrature (CSM) se prononce pour qu'il succède à Chantal Arens à compter du 1er juillet 2022 en qualité de premier président de la Cour de cassation,,,,,. Christophe Soulard a ainsi été préféré à Xavier Ronsin, premier président de la cour d'appel de Rennes, qui était pourtant le favori à la veille de l'élection,,.
Il est nommé par décret du 23 juin 2022 à compter du 1er juillet suivant. Il devient ainsi également président du CSM et du conseil d’administration de l'École nationale de la magistrature.

## Vie privée
Il pratique le judo dont il est ceinture noire et apprécie le piano et le chant lyrique.

## Décorations
Le 14 novembre 2005, Christophe Soulard est nommé au grade de chevalier dans l'ordre national du Mérite au titre de « conseiller référendaire à la Cour de cassation ; 24 ans de services civils et militaires ».
Le 31 décembre 2021, il est nommé au grade de chevalier dans l'ordre national de la Légion d'honneur au titre de « président de la chambre criminelle de la Cour de cassation ; 38 ans de services ».

## Publications
- Guide pratique du contentieux douanier, LexisNexis, 2015, 410 p. (ISBN 978-2-71101-792-8)
- Codes des douanes national et communautaire, avec Brieuc de Mordant de Massiac, Lexis Nexis/Litec
- Introduction au marché intérieur: libre circulation des marchandises, avec F Peraldi-Leneuf, B Bertrand, 2019
- Des articles juridiques, tels que :
  - Autour de la gestation pour autrui, Les Cahiers de la Justice, 2016/2, no 2, p. 189
  - Le juge et les valeurs fondamentales : pour une éthique de la discussion, Les Cahiers de la Justice, 2022/1

## Pour approfondir

### Journal officiel de la République française
1. ↑  Décrets du 18 décembre 1990 portant nomination de magistrats.
2. ↑  Décret du 27 juillet 1998 portant nomination de magistrats.
3. ↑  Décret du 31 juillet 2001 portant nomination de magistrats.
4. ↑  Décret du 8 juillet 2003 portant nomination (magistrature).
5. ↑  Décret du 27 juin 2005 portant nomination (magistrature).
6. ↑  Décret du 24 juin 2014 portant nomination (magistrature).
7. ↑  Décret du 14 mars 2017 portant nomination (magistrature).
8. ↑  Décret du 10 août 2020 portant nomination (magistrature).
9. ↑  Décrets du 3 janvier 1990 portant détachement (magistrature).
10. ↑  Décret du 31 décembre 1992 portant nomination de magistrats.
11. ↑  Décrets du 2 janvier 1998 portant nomination de magistrats.
12. ↑  Décret du 20 mai 1999 portant nomination des présidents titulaire et suppléant de la commission de conciliation et d'expertise douanière.
13. ↑  Tableau d'avancement 1999 (magistrature) - RUBRIQUE SPECIALE POUR L'ACCES AUX FONCTIONS DE CONSEILLER REFERENDAIRE A LA COUR DE CASSATION DU SECOND GROUPE DU PREMIER GRADE.
14. ↑  Arrêté du 12 mars 2002 relatif à la désignation de rapporteurs près la Commission nationale de contrôle de la campagne en vue de l'élection présidentielle.
15. ↑  Décret du 7 novembre 2003 portant nomination (enseignements supérieurs).
16. ↑  Décret du 21 janvier 2008 portant nomination de magistrats.
17. ↑  Décret du 20 janvier 2010 portant nomination (enseignements supérieurs).
18. ↑  Décret du 29 mars 2012 portant nomination (magistrature).
19. ↑  Décret du 12 juillet 2017 portant nomination (magistrature).
20. ↑  Décret du 23 mai 2013 portant nomination au comité du contentieux fiscal, douanier et des changes.
21. ↑  Décret du 9 juillet 2013 portant nomination des membres de la commission de conciliation et d'expertise douanière.
22. ↑  Avis relatif à la composition de la commission des sanctions de l'Autorité des marchés financiers.
23. ↑  Avis relatif à la composition de la commission des sanctions de l'Autorité des marchés financiers.
24. ↑  Décret du 23 juin 2022 portant nomination du premier président de la Cour de cassation - M. SOULARD (Christophe).
25. ↑  Décret du 14 novembre 2005 portant promotion et nomination.
26. ↑  Décret du 31 décembre 2021 portant promotion et nomination dans l'ordre national de la Légion d'honneur.

### Autres sources
1. 1 2  
« Qui est Christophe Soulard, bientôt premier magistrat de France ? », sur le site du quotidien Ouest-France, 4 mai 2022 (consulté le 2 juillet 2022).
2. ↑  « Sciences Po Alumni », sur Sciences Po Alumni (consulté le 19 juillet 2024)
3. 1 2 3 4 5 6  
« Christophe Soulard envisagé par le CSM pour le poste de premier président de la Cour de cassation », sur le site lemondedudroit.fr, du magazine en ligne des professions juridiques, 4 mai 2022 (consulté le 2 juillet 2022).
4. 1 2 3 4 5  
« Christophe Soulard proposé comme premier président de la Cour de cassation », sur le site du quotidien Le Monde, 4 mai 2022 (consulté le 2 juillet 2022).
5. ↑  
Valérie de Senneville, « Corruption : comment la Cour de cassation muscle son arsenal », sur le site du quotidien Les Échos, 29 octobre 2021 (consulté le 2 juillet 2022).
6. ↑  
« Cour de cassation Pourvoi n° 19-87.367 Chambre criminelle - Formation de section », sur le site de la Cour de cassation, 7 septembre 2021 (consulté le 2 juillet 2022)
7. 1 2  
Chloé Pilorget-Rezzouk, « Christophe Soulard bientôt à la tête de la Cour de cassation », sur le site du quotidien Libération, 4 mai 2022 (consulté le 2 juillet 2022).
8. ↑  
Jean-Jacques Urvoas, « Lettre ouverte au nouveau Premier président de la Cour de cassation », sur le site actu-Juridique.fr de l'entreprise Lextenso, 3 mai 2022 (consulté le 2 juillet 2022).
9. 1 2  
Olivia Dufour, « Christophe Soulard sera le prochain Premier président de la Cour de cassation », sur le site actu-Juridique.fr de l'entreprise Lextenso, 4 mai 2022 (consulté le 2 juillet 2022).
10. 1 2  
Mathieu Delahousse, « Qui est Christophe Soulard, le tout nouveau « premier juge de France » ? », sur le site du magazine L'Obs, 5 mai 2022 (consulté le 2 juillet 2022).
11. ↑  
Paule Gonzalès, « Meneur d’hommes et technicien, Christophe Soulard devient premier magistrat de France », sur le site du quotidien Le Figaro, 4 mai 2022 (consulté le 2 juillet 2022).
12. ↑  
Marie-Amélie Lombard-Latune, « Cour de cassation: ce que dévoile le choix du nouveau président », sur le site du quotidien L'Opinion, 8 mai 2022 (consulté le 2 juillet 2022).
13. ↑  
Philippe Créhange, « Le président de la Cour d’appel de Rennes Xavier Ronsin bientôt à la tête de la Cour de cassation ? », sur le site du quotidien Le Télégramme, 3 mai 2022 (consulté le 2 juillet 2022).